# آبلوکیپی
شهر آبلوکیپی در استان مقدونیه مرکزی در کشور یونان واقع شده است که دارای جمعیت ۴۱٬۲۰۶  نفر می‌باشد.